# Koslowka (Kaliningrad, Tschernjachowsk)
Koslowka (russisch Козловка, deutsch Sauskeppen, 1938–1945 Sausen, litauisch Sauskepiai) ist ein Ort in der russischen Oblast Kaliningrad. Er gehört zur kommunalen Selbstverwaltungseinheit Stadtkreis Tschernjachowsk im Rajon Tschernjachowsk.

## Geographische Lage
Koslowka liegt 20 Kilometer nordöstlich der Stadt Tschernjachowsk (Insterburg) an der Kommunalstraße 27K-075 von Sagorskoje (Pelleningken/Striegengrund) nach Meschduretschje (Kauschen) und war bis 1945 Bahnstation an der Bahnstrecke Insterburg–Kraupischken der Insterburger Kleinbahnen, die nicht mehr in Betrieb ist.

## Geschichte
Der damals Barszey genannte Ort fand 1590 zum ersten Male urkundliche Erwähnung. Das vor 1945 aus ein paar kleinen Höfen und Gehöften bestehende Dorf wurde 1874 in den neu errichteten Amtsbezirk Kaukern (russisch: Sagorjewka) eingegliedert, der – 1930 in „Amtsbezirk Bärensprung“ umbenannt – bis 1945 zum Kreis Insterburg im Regierungsbezirk Gumbinnen der preußischen Provinz Ostpreußen gehörte. Am 3. Juni 1938 wurde Sauskeppen aus politisch-ideologischen Gründen in „Sausen“ umbenannt.
Im Jahr 1945 kam der Ort in Folge des Zweiten Weltkriegs zur Sowjetunion. 1950 erhielt er die russische Bezeichnung „Koslowka“ und wurde dem Dorfsowjet Sagorski selski Sowet im Rajon Tschernjachowsk zugeordnet. Von 2008 bis 2015 gehörte Koslowka zur Landgemeinde Kaluschskoje selskoje posselenije und seither zum Stadtkreis Tschernjachowsk.

### Einwohnerentwicklung
| Jahr | Einwohner |
| ---- | --------- |
| 1910 | 117       |
| 1933 | 98        |
| 1939 | 103       |
| 2002 | 21        |
| 2010 | 3         |

## Kirche
Die Bevölkerung Sauskeppens resp. Sausens war vor 1945 fast ausnahmslos evangelischer Konfession und als solche in das Kirchspiel Pelleningken (1938–1946: Strigengrund, heute russisch: Sagorskoje) eingepfarrt. Das gehörte zum Kirchenkreis Insterburg in der Kirchenprovinz Ostpreußen der Kirche der Altpreußischen Union. Heute liegt Koslowka im Einzugsbereich der in den 1990er Jahren neu entstandenen evangelisch-lutherischen Gemeinde in Schtschegly (Saugwethen, 1938–1946 Saugehnen) in der Kirchenregion Tschernjachowsk (Insterburg) in der Propstei Kaliningrad der Evangelisch-lutherischen Kirche Europäisches Russland.